# Сельское поселение Развилковское
Сельское поселение Разви́лковское — упразднённое муниципальное образование (сельское поселение) в Ленинском муниципальном районе Московской области, на землях Лесопаркового защитного пояса Москвы.
Образовано в 2005 году, включило 8 населённых пунктов позже упразднённого Картинского сельского округа.
Упразднено 5 августа 2019 года.
Административный центр — посёлок Развилка. Адрес администрации: 142717, пос. Развилка, д. 38.
Глава сельского поселения — Комардина Марина Николаевна, председатель Совета депутатов — Градов Владимир Петрович.

## Географические данные
Общая площадь — 23,24 км². Муниципальное образование находится в восточной части Ленинского района. Граничит с сельскими поселениями Молоковским и Совхоз им. Ленина, городом Москвой и городским округом Дзержинский.

## Население
| 2006    | 2007    | 2008    | 2009    | 2010    | 2011    | 2012    |
| ------- | ------- | ------- | ------- | ------- | ------- | ------- |
| 10 722  | ↘10 014 | ↗10 181 | ↗10 294 | ↗11 216 | ↗11 508 | →11 508 |
| 2013    | 2014    | 2015    | 2016    | 2017    | 2018    | 2019    |
| ↗11 804 | ↗11 989 | ↗12 398 | ↗12 561 | →12 561 | ↗12 882 | ↗13 294 |
| 2020    |         |         |         |         |         |         |
| ↗13 828 |         |         |         |         |         |         |

## Населённые пункты
Муниципальное образование «сельское поселение Развилковское» в существующих границах было образовано в 2005 году на основании закона Московской области «О статусе и границах Ленинского муниципального района и вновь образованных в его составе муниципальных образований». В его состав вошли 8 населённых пунктов бывшего Картинского сельского округа: посёлок Развилка; деревни Ащерино, Картино, Мильково, Мамоново, Дроздово, село Беседы, Слобода; коттеджные посёлки и садоводческие товарищества.

## Состав сельского поселения
| № | Населённый пункт | Тип населённого пункта          | Население |
| - | ---------------- | ------------------------------- | --------- |
| 1 | Ащерино          | деревня                         | ↗199      |
| 2 | Беседы           | село                            | ↗182      |
| 3 | Дроздово         | деревня                         | ↗226      |
| 4 | Картино          | деревня                         | ↗183      |
| 5 | Мамоново         | деревня                         | ↗122      |
| 6 | Мильково         | деревня                         | ↗191      |
| 7 | Развилка         | посёлок, административный центр | ↗14 788   |
| 8 | Слобода          | деревня                         | ↗335      |

## СМИ
Выходит газета «Моя Развилка».